# Точка росту
Точка росту (ботаніка) — округла частина конуса наростання, на якій немає листкових зачатків.
Належить до первинних твірних тканин (меристем).
Нижче від точки росту,— у пазухах листкових зачатків,— формуються зачатки відгалужень стебла, що мають вигляд горбочків.

## Будова точки росту різних рослин
Точка росту стебла моху, багатьох папоротеподібних, хвощів має одну верхівкову, або ініціальну, клітину. Ця клітина ділиться і послідовно утворює перегородки, паралельні різним її граням, і, таким чином, породжує нові клітини, що після кількох закономірних поділів диференціюються в клітини постійних тканин.
Раніше вважалося, що в точці росту стебла голонасінних і покритонасінних рослин є одна ініціальна клітина. Потім було з'ясовано, що у більшості наземних рослин, і серед інших в усіх покритонасінних, багато ініціальних клітин, які розміщуються в один, або ж декілька, шарів. У кожному такому шарі є центральна ініціальна клітина або центральна група клітин.

## Гіпотези будови верхівкових меристем
Щодо будови верхівкових меристем існують гіпотези гістогенів і туніки та корпуса.
Відповідно до гіпотези гістогенів вважають, що у точці росту пагона чи кореня існують три окремі зони клітин, що розрізняються потенціальними иожливостями подальшого перетворення. Ці зони називають гістогенами.

Перший гістоген,— зовнішній шар клітин точки росту,— називають дерматогеном. Він утворює епідерму.

Другий шар,— периблема,— утворює кору.

Третій, внутрішній шар,— плерома,— нарощує осьовий (центральний) циліндр.

У багатьох рослин неможливо відрізнити периблему від плероми.
Відповідно до гіпотези туніки та корпусу у точці росту пагона існує дві зони клітин:

зовнішня,— із одного чи кількох (до чотирьох) рядів, що утворюють туніку. Під нею знаходиться корпус.

Осьовий циліндр утворюється корпусом, а кора — корпусом і тунікою, або ж лише тунікою.
Зверху точку росту прикривають молоді листочки, що, разом із молодою осьовою частиною пагона, утворюють верхівкову бруньку.